# Trithyris evippealis
Trithyris evippealis là một loài bướm đêm trong họ Crambidae.